# Frederick Chapman Robbins
Frederick Chapman Robbins (Auburn, 25 augustus 1916 – Cleveland, 4 augustus 2003) was een Amerikaans viroloog en pediater. In 1954 won hij samen met John Franklin Enders en Thomas Huckle Weller de Nobelprijs voor de Fysiologie of Geneeskunde voor het ontdekken van een wijze om poliomyelitis virussen te kweken in een reageerbuis.

## Biografie
Robbins werd geboren in Auburn, Alabama, als zoon van William Jacob Robbins (1890-1978), hoogleraar plantkunde, en Christina Faye Chapman (1889-1974). Hij studeerde aan de Universiteit van Missouri en de Harvard-universiteit waar hij in 1940 zijn M.D. behaalde. Als arts in opleiding was hij tot 1942 werkzaam in het kinderziekenhuis van Boston om vervolgens te dienen in het Amerikaanse leger. Als legerarts bij de geneeskundige troepen was hij gelegerd in Noord-Afrika en Italië. Hij deed vooral onderzoek naar infectieuze ziektes zoals hepatitis, tyfus en Q-koorts, onder supervisie van een laboratorium.
Na zijn diensttijd hervatte Robbins zijn training aan het kinderziekenhuis en voltooide dit in januari 1948. Aansluitend was hij tot 1950 werkzaam bij het National Research Council waar hij samenwerkte met Enders en Weller op het gebied van infectieziektes. Dit leidde tot de ontdekking van een methode om het poliovirus te kweken in een reageerbuis. Van 1952 tot aan zijn overlijden in 2003 was hij hoogleraar kindergeneeskunde aan de Case Western Reserve University in Cleveland.
Hij was getrouwd met Alice Northrop, de dochter van Nobellaureaat John H. Northrop, met wie hij twee dochters kreeg: Alice Christine en Louise Enders.